# Арнульф Мецький

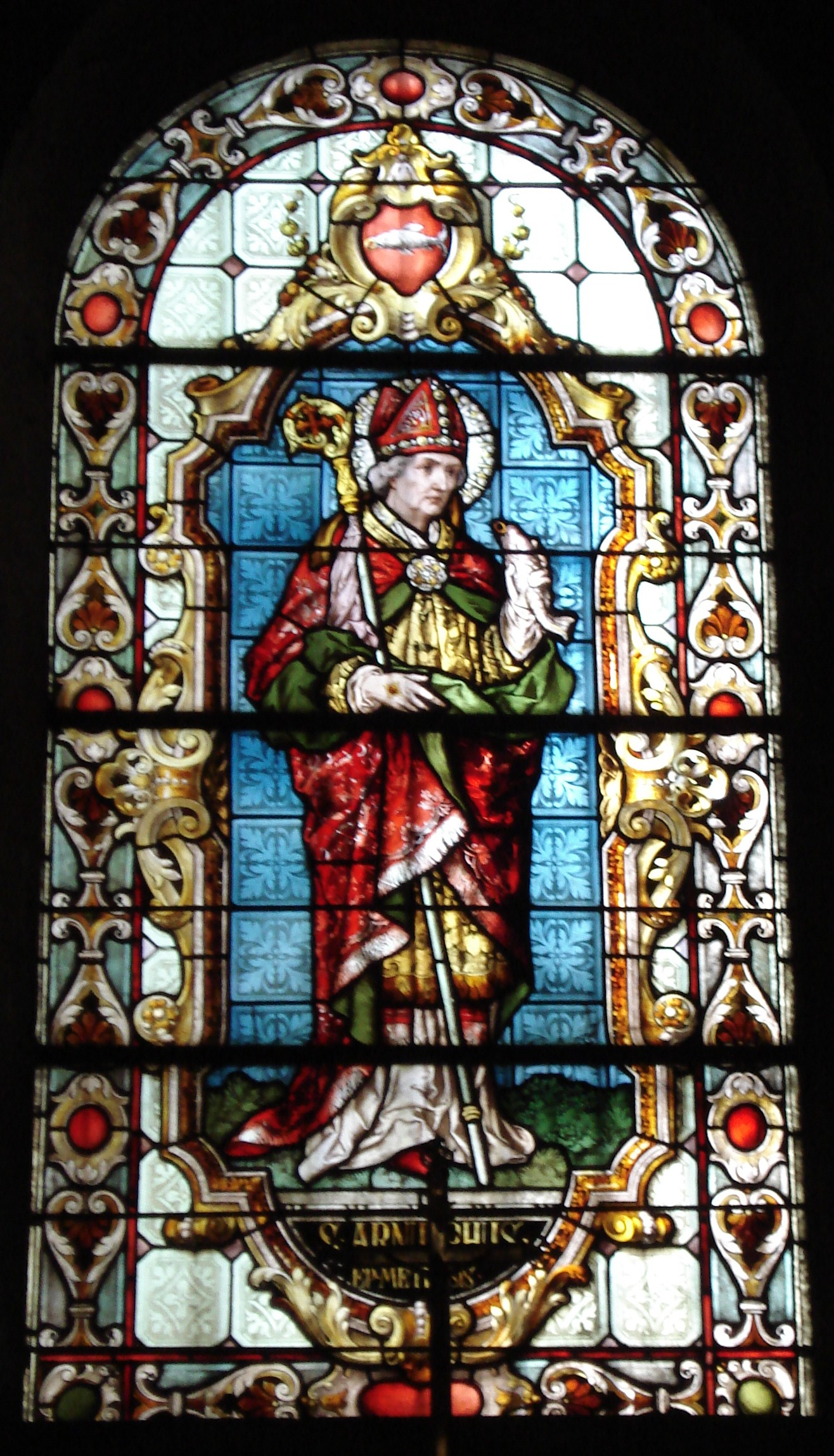
Арнульф Мецький

Арнульф Мецький (нім. Arnulf, фр. Arnoul; 580/582—640) — франкський політичний і церковний діяч, єпископ міста Меца, родоначальник династії Каролінгів, канонізований католицькою церквою. День пам'яті — 18 липня.

## Життєпис
Син Бодогізела, який був в свою чергу онуком або праонуком ріпуарського короля Хлодеріха. Арнульф народився приблизно у 580—582 роках. Був впливовим сановником при дворі меровінзького короля Австразії Теодеберта II. У 611 Арнульф отримав сан єпископа Меца. У 613 році разом з Піпіном Ланденським Арнульф очолив аристократичну опозицію королеві Брунгільді й домігся возз'єднання франкських королівств під владою Хлотара II. З 623 року Арнульф був одним з радників короля Дагоберта I. Він був прадідом Карла Мартела та пра-прадідом Карла Великого.
У 627 році він відійшов від справ і віддалився до абатства Реміремонт у Вогезах. Після смерті Арнульф Мецький був канонізований.
Арнульфа вважають святим патроном пивоварів. Відомо, що він рекомендував сучасникам вгамовувати спрагу пивом замість води — і жодний з тих, хто дотримувався його настанов, не захворів на холеру.